# Notomatachia cantuaria
Notomatachia cantuaria är en spindelart som beskrevs av Forster 1970. Notomatachia cantuaria ingår i släktet Notomatachia och familjen Desidae. Inga underarter finns listade i Catalogue of Life.